# Паркова (Молдова)
Паркова (рум. Parcova, Парково) — село в Единецком районе Молдавии. Является административным центром коммуны Паркова, включающей также село Фынтына Албэ.

## География
Село расположено на высоте 167 метров над уровнем моря.

## Население
По данным переписи населения 2004 года, в селе Паркова проживает 1515 человек (693 мужчины, 822 женщины).
Этнический состав села:
| Национальность | Число жителей | Процентный состав |
| -------------- | ------------- | ----------------- |
| молдаване      | 1452          | 95.84             |
| румыны         | 29            | 1.91              |
| украинцы       | 18            | 1.19              |
| русские        | 13            | 0.86              |
| поляки         | 1             | 0.07              |
| болгары        | 1             | 0.07              |
| прочие         | 1             | 0.07              |
| Всего          | 1515          | 100 %             |

## Известные уроженцы
- Фусу, Дмитрий Васильевич (1938—2014) — молдавский актёр, режиссёр и сценарист, директор студии «Молдова-фильм» (1979—1984).